# Joseph Vickers De Ville

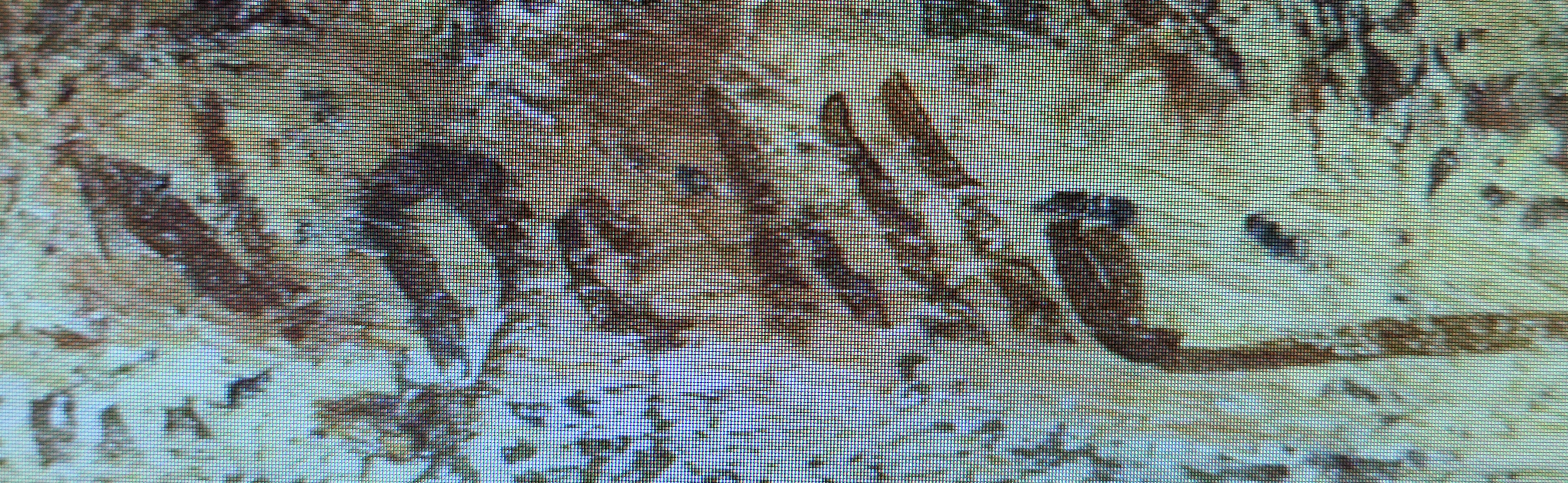
Firma dell'artista.

Joseph Vickers De Ville (1856 – 1925) è stato un pittore inglese, noto paesaggista.

## Biografia
Joseph Vickers De Ville era figlio dei contadini Joseph (nato nel 1834) e Mary Gadby (nata nel 1828). Nacque a Eaton, nel Derbyshire, ma viene considerato un artista di Wolverhampton, nello Staffordshire, perché è in questa città che si trasferì nel 1880 insieme alla madre rimasta vedova e ai suoi fratelli Richard e John. Nel 1880 il suo indirizzo era Osborne Cottage, Sweetman Street, Wolverhampton, ma successivamente si spostò a Compton, un sobborgo di Wolverhampton, dove mantenne lo studio a Tettenhall Wood, che era la scuola della cittadina.
Vickers De Ville era un autodidatta, non aveva una formazione artistica professionale e lui stesso non si considerava un artista professionista, tuttavia il suo talento pittorico era riconosciuto ed apprezzato. Tra il 1876 e il 1920, sessantotto sue opere furono esposte alla Royal Birmingham Society of Artists, della quale venne eletto membro a pieno titolo nel 1917. A partire dal 1887 espone alla Royal Academy. Presenta opere anche al Royal Institute of Oil Painters, alla Fine Art Society, al Royal Glasgow Institute for the Fine Arts, alla Royal Scottish Academy, e ai Salon di Parigi.
Vickers De Ville ha prodotto opere sia ad olio che ad acquerello. Il soggetto preferito dei suoi dipinti sono i paesaggi del Galles del Nord, dove "ha tratto ispirazione per la prima volta in uno scenario grandioso e imponente", ed è stato rilevato che "pochi artisti possono competere con lui nel raffigurare torrenti, rocce, fiumi e alberi". Anche i paesaggi del Cotswolds, Malvern, Cheshire e Staffordshire sono spesso raffigurati nelle sue opere. Molte sue realizzazioni hanno un grande senso di profondità e pur essendo generalmente di piccole dimensioni descrivono panorami e cieli sconfinati, e sono spesso pervase da una sensazione di malinconia e solitudine accentuate dalla piccolezza delle figure rappresentate frequentemente in lontananza o di spalle: così è nelle sue opere Vista vicino a Cromer, o nelle varie versioni de I pescatori e La costa vicino a Anglesey  e Gli aquiloni, e nel dipinto Clair de lune del 1916-19 che voleva illustrare la celebre omonima sonata di Beethoven. Tuttavia, pur essendo assai più numerosi questi quadri di piccolo formato (35/45x30/35 cm.), non mancano nella produzione di Vickers De Ville, specie in quella più matura, esempi di tele decisamente più grandi come Le cascate di Snowdonia del 1897 di 90x126 cm. o Tempo del raccolto in Inghilterra del 1918, di 142x122 cm. che oggi è in una collezione privata a Piacenza in Italia.
Una mostra personale di Vickers De Ville si tenne alla Wolverhampton Art Gallery nel 1915 con grande successo di pubblico e di critica. Vennero esposti sessantaquattro dipinti e numerosi schizzi, molti dei quali prestati da mecenati e collezionisti di Liverpool e di Londra. In quella occasione venne osservato che "molti dei suoi quadri sono negli Stati Uniti, e altri hanno trovato proprietari in Francia, Germania e Sud America. La maggior parte di essi sono stati acquistati dagli Americani. La domanda dall'estero è uno dei motivi per cui la gente di Wolverhampton ha potuto vedere così poco delle sue opere". Un'altra mostra analoga dei suoi disegni fu allestita nel 1923.
Numerosi dipinti di Vickers De Ville sono conservati alla Wolverhampton Art Gallery. Altre sue opere si possono trovare anche al McLean Museum and Art Gallery di Greenok, allo Sheffield Museum and Art Gallery e in altre collezioni pubbliche e private.
Della vita personale di Joseph Vickers De Ville si hanno poche notizie. Si sa che si sposò nel 1894 con Mary Charlesworth dalla quale ebbe almeno un figlio, Claude, nato nel 1895. Il censimento del 1901 registra anche una figlia, Gladys, nata intorno al 1886, ben prima del loro matrimonio.

## Galleria d'immagini

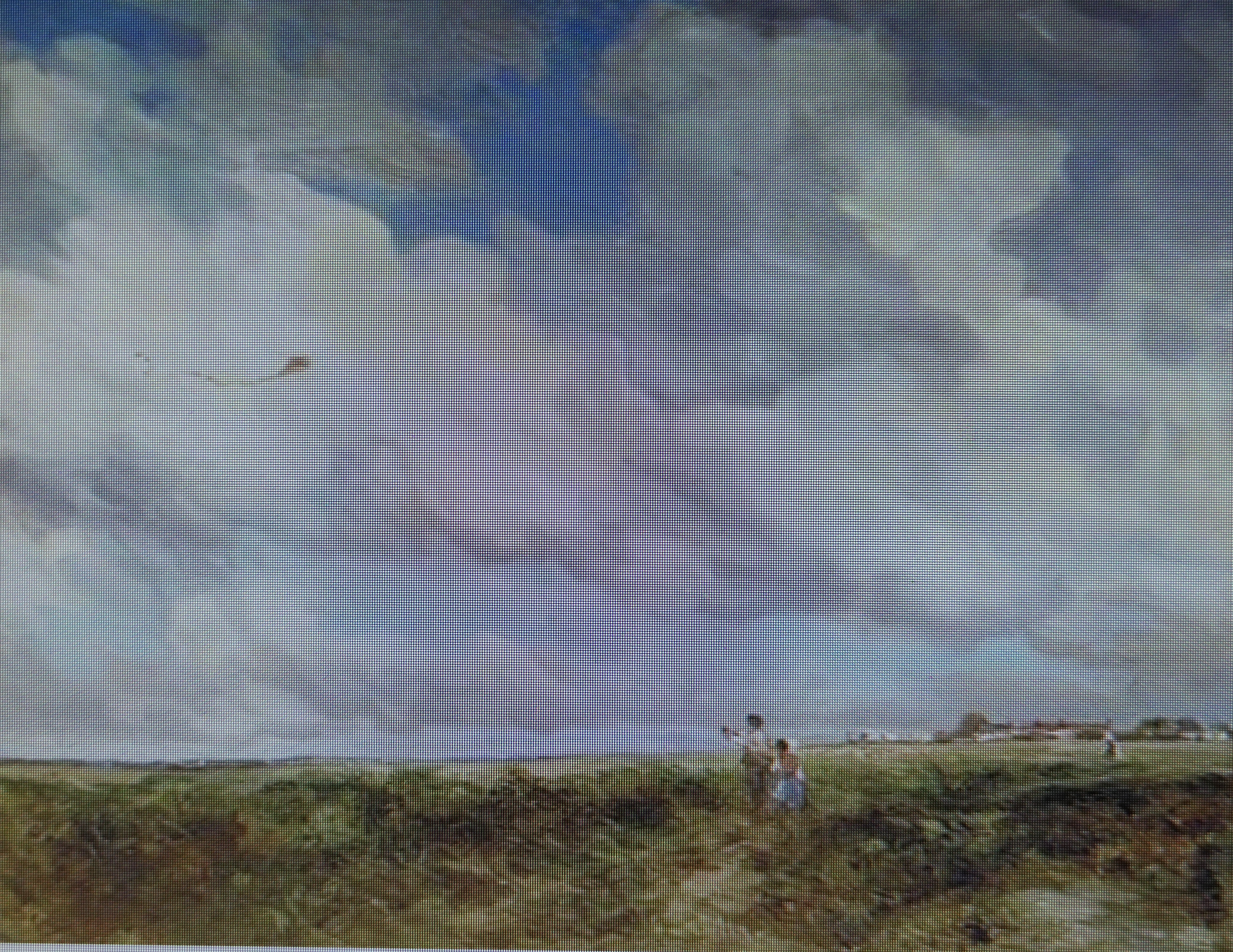
Gli aquiloni,1907.
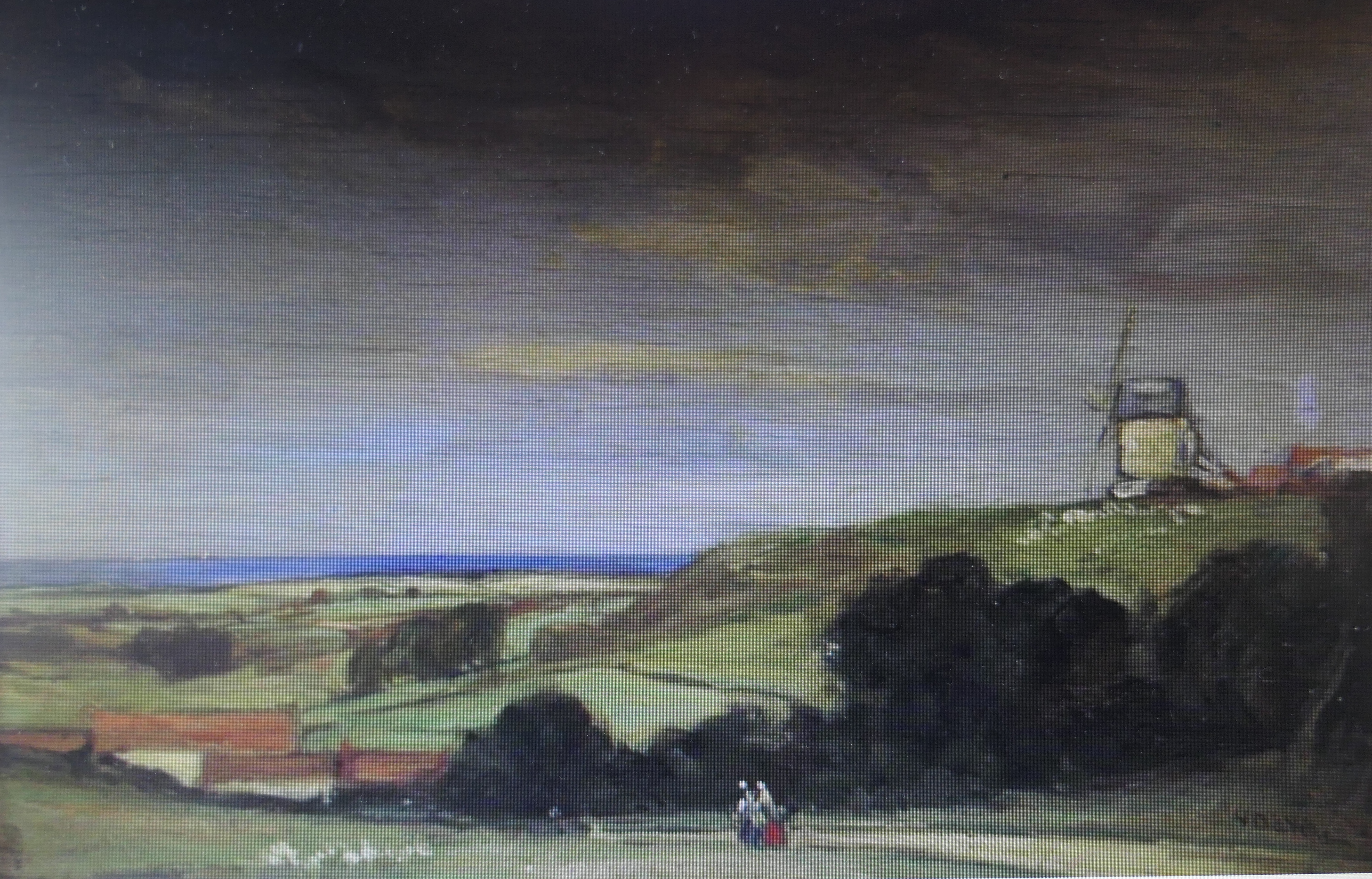
Vista vicino a Cromer.
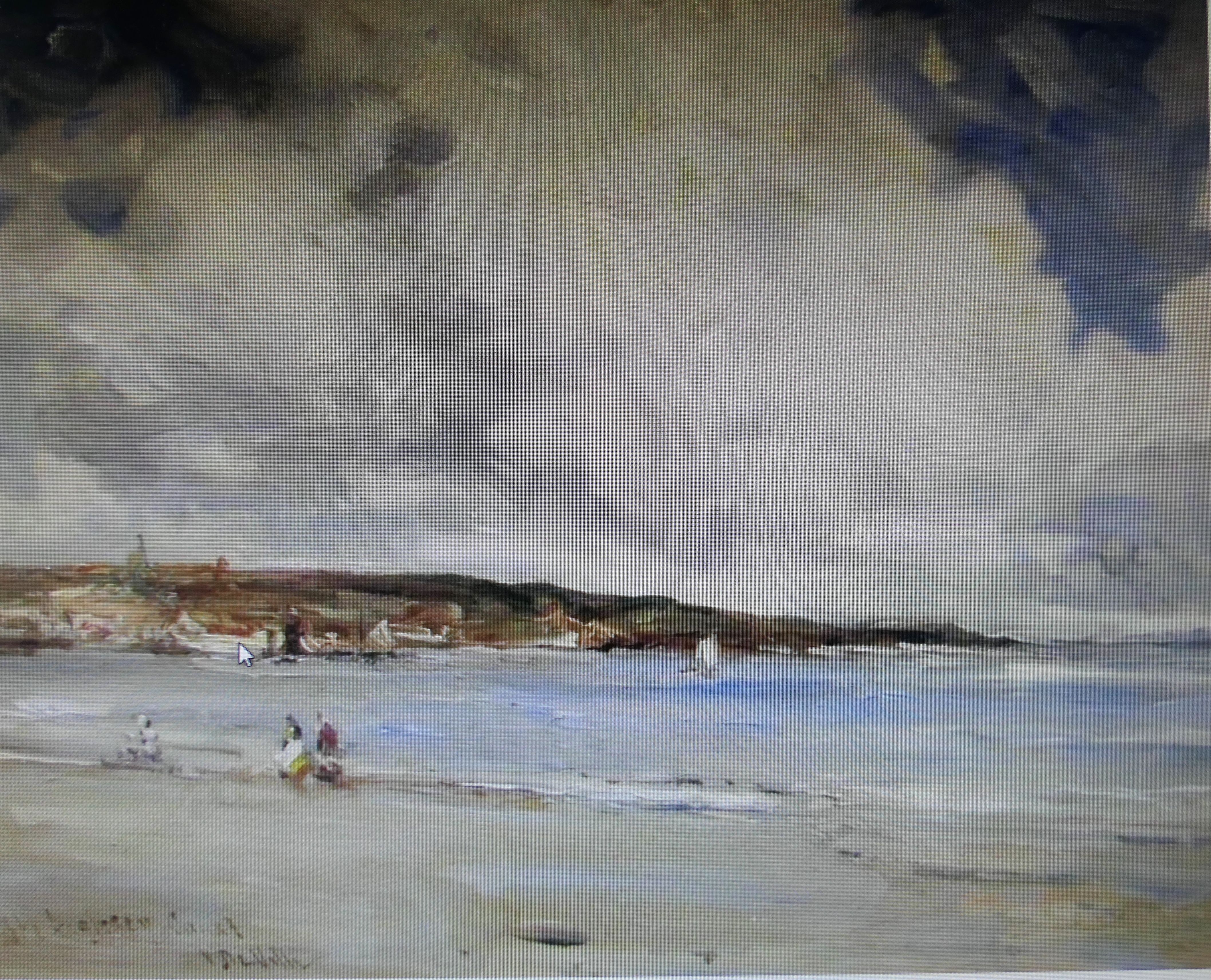
La costa vicino a Anglesey.
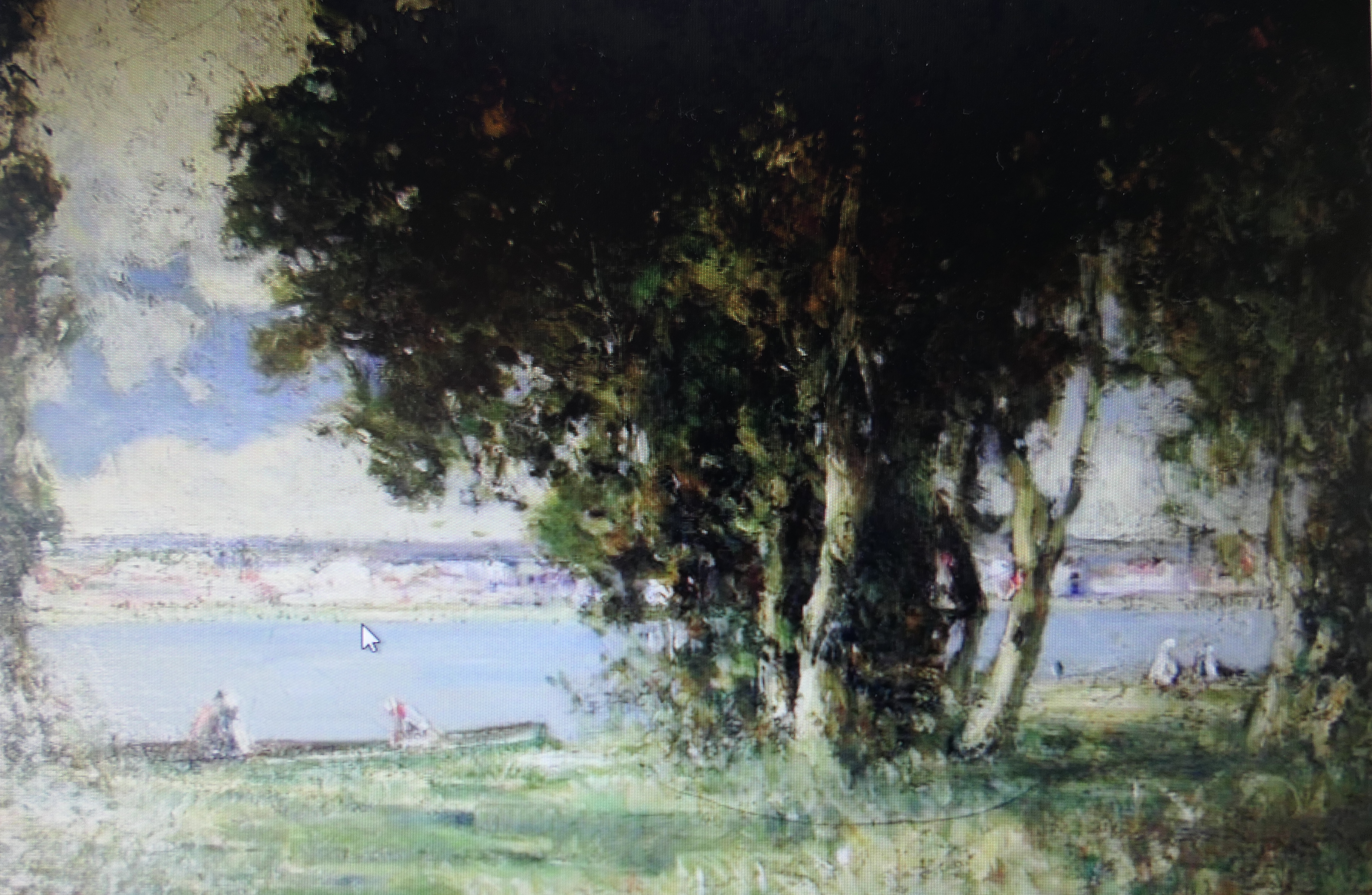
I pescatori.
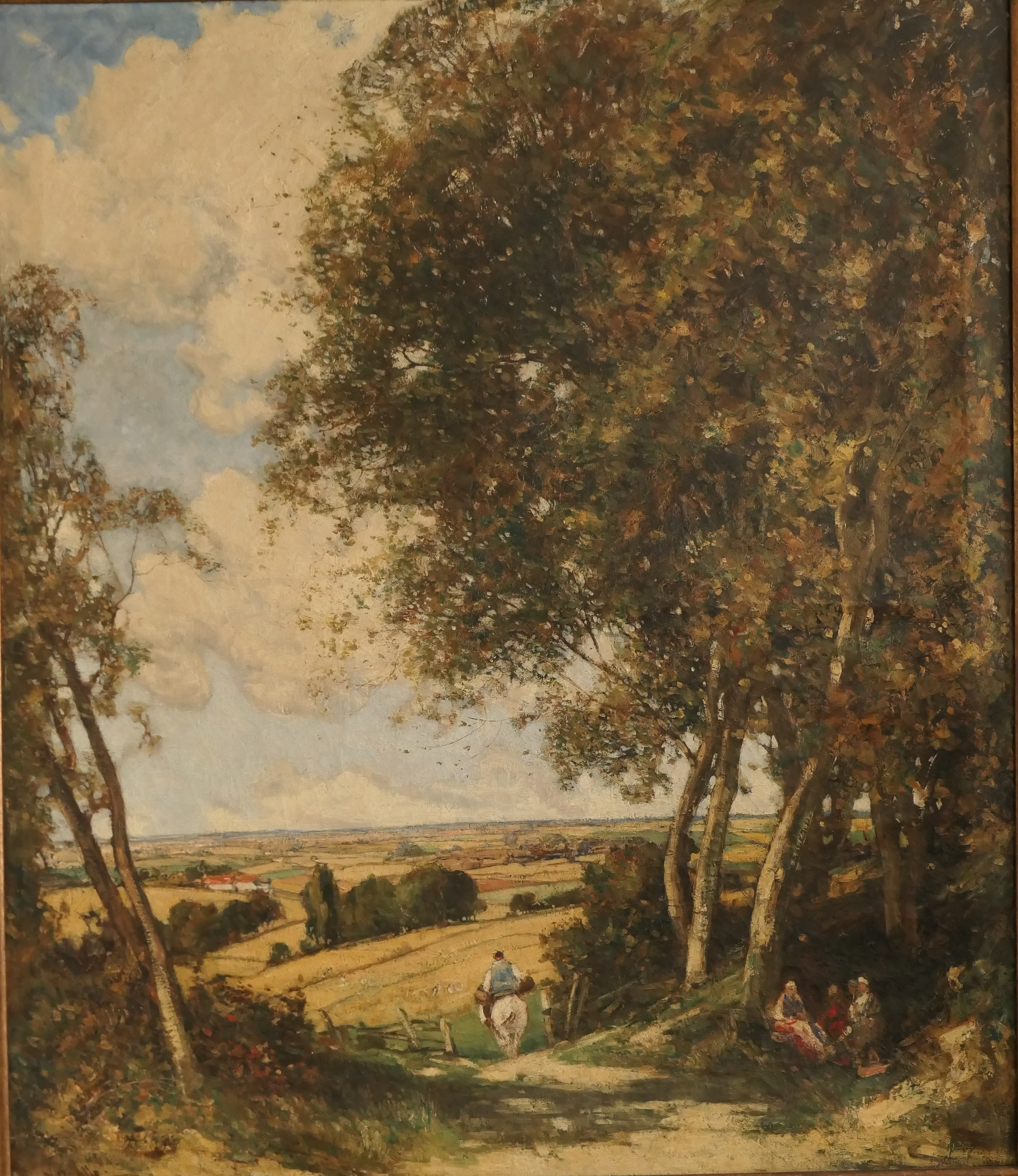
Tempo del raccolto in Inghilterra,1918.
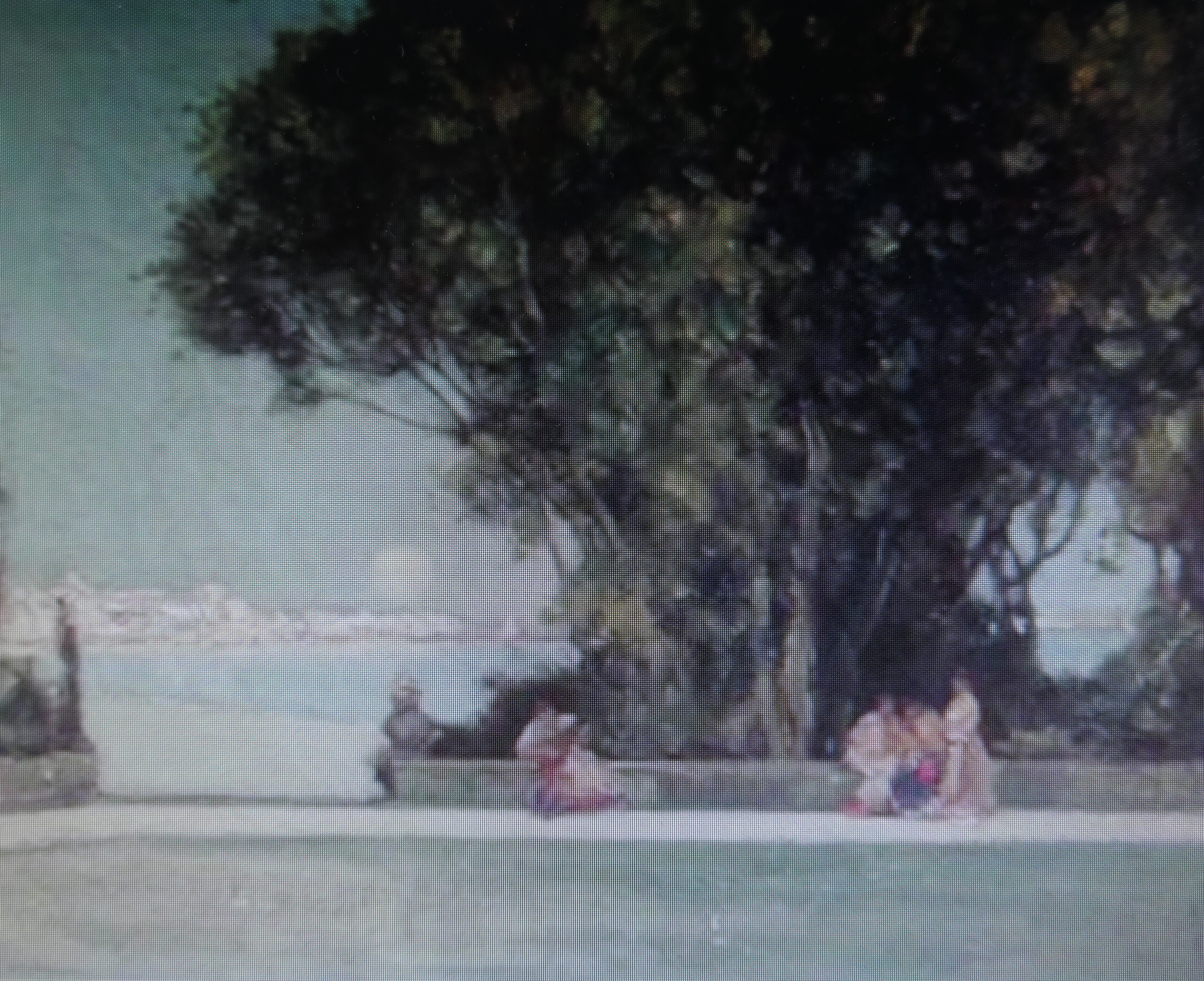
Clair de lune, 1916.
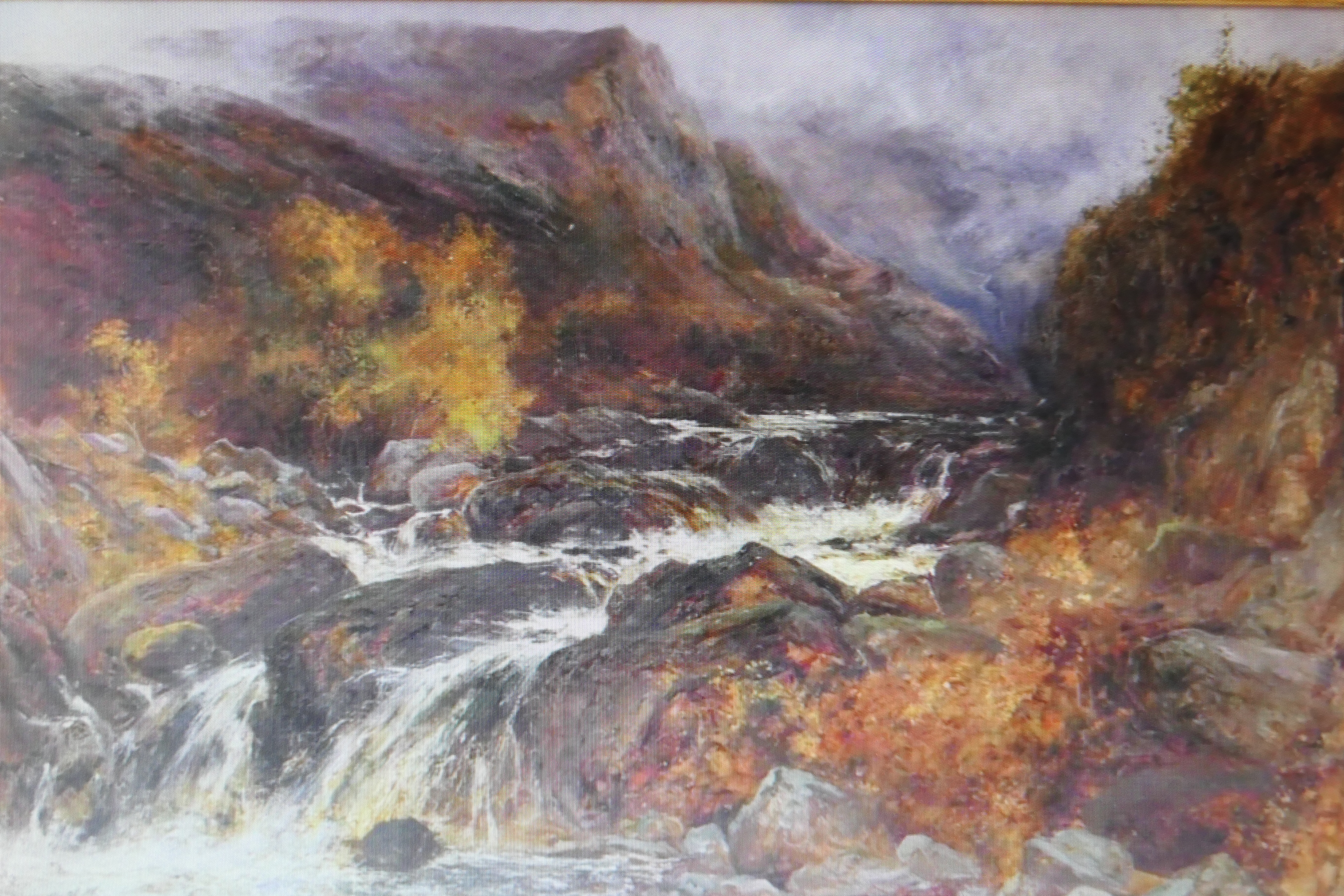
Le cascate di Snowdonia, 1897.